# Ivar Åkerman
Ivar Hugo Åkerman, född 29 maj 1885 i Malmö S:t Petri församling, död 11 september 1952 i Anderslövs församling, var en svensk bankman.
Åkerman blev student vid högre allmänna läroverket i Malmö och vistades utrikes 1904–1908. Han var delägare i firman Gustaf Ohlson AB i Karlskrona 1909–1917, chef för Bränslekommissionen i Stockholm 1918, inköps- och försäljningschef i Svenska Sockerfabriks AB och medlem av dess direktion 1919–1933 samt verkställande direktör i Skandinaviska Banken AB i Malmö och underlydande kontor från 1933. 
Åkerman var styrelseledamot i AB Svenska Icopal- & Takpix-fabriken, Kvarnkoncernen, Läderkoncernen, MAB & MYA-koncernen, Skåne-Malmö-koncernen, Svenska Sockerfabriks AB, Trelleborgs Gummifabriks AB och Trelleborgs Ångfartygs AB. Han var ledamot av Malmö stadsfullmäktige 1935–1940 samt suppleant i styrelsen för Malmö stads gas- och elektricitetsverk 1926 och ordförande där 1927–1939.
Åkerman var från 1911 gift med Valborg Stjernström. Makarna är begravda på Östra kyrkogården i Malmö.